# Statistiche delle squadre italiane nelle coppe europee di pallacanestro
Le statistiche delle squadre italiane nelle coppe europee di pallacanestro riguardano i risultati ottenuti dai club della Federazione Italiana Pallacanestro nelle competizioni che hanno avuto carattere europeo: quelle organizzate dalla FIBA Europe e dalla ULEB. I club italiani che hanno partecipato alle competizioni sopra citate sono in totale 40, che hanno preso parte ai seguenti tornei: Eurolega, Eurocup, Basketball Champions League, FIBA Europe Cup, più le soppresse Coppa Saporta, Coppa Korać, Supercoppa europea, EuroCup Challenge, EuroChallenge. 

## Legenda
- EUL: Euroleague Basketball
- EUC: Eurocup (fino al 2008 ULEB Cup)
- BCL: Basketball Champions League
- FEC: FIBA Europe Cup
- SAP: Coppa Saporta (precedentemente nota come Coppa delle Coppe, Coppa d'Europa e Eurocoppa, soppressa nel 2002)
- KOR: Coppa Korać (sopressa nel 2002)
- EUCH: EuroChallenge (precedentemente nota come FIBA Europe League e FIBA EuroCup, soppressa nel 2015)
- FECH: FIBA EuroCup Challenge (precedentemente nota come FIBA Europe Champions Cup e FIBA Europe Cup, soppressa nel 2007)
- SUE: Supercoppa Europea (soppressa nel 1986)
- INT: Coppa Intercontinentale

## Titoli per club
Nella seguente tabella è riportato il quadro completo dei trofei vinti dai club italiani nelle competizioni ufficiali FIBA Europe e ULEB.
| Pos. | Squadra          | Totale | Titoli ULEB | Titoli ULEB | Titoli FIBA | Titoli FIBA | Titoli FIBA | Titoli FIBA | Titoli FIBA | Titoli FIBA | Titoli FIBA | Titoli FIBA |
| Pos. | Squadra          | Totale | EUL         | EUC         | BCL         | FEC         | SAP         | KOR         | EUCH        | FECH        | SUE         | INT         |
| ---- | ---------------- | ------ | ----------- | ----------- | ----------- | ----------- | ----------- | ----------- | ----------- | ----------- | ----------- | ----------- |
| 1    | Pall. Cantù      | 12     | 2           | -           | -           | -           | 4           | 4           | -           | -           | -           | 2           |
| 2    | Pall. Varese     | 10     | 5           | -           | -           | -           | 2           | -           | -           | -           | -           | 3           |
| 3    | Olimpia Milano   | 9      | 3           | -           | -           | -           | 3           | 2           | -           | -           | -           | 1           |
| 4    | Virtus Bologna   | 6      | 2           | 1           | 1           | -           | 1           | -           | 1           | -           | -           | -           |
| 5    | Virtus Roma      | 4      | 1           | -           | -           | -           | -           | 2           | -           | -           | -           | 1           |
| 6    | Pall. Treviso    | 2      | -           | -           | -           | -           | 2           | -           | -           | -           | -           | -           |
| 7    | Reyer Venezia    | 1      | -           | -           | -           | 1           | -           | -           | -           | -           | -           | -           |
| 8    | Dinamo Sassari   | 1      | -           | -           | -           | 1           | -           | -           | -           | -           | -           | -           |
| 9    | V.L. Pesaro      | 1      | -           | -           | -           | -           | 1           | -           | -           | -           | -           | -           |
| 10   | Mens Sana Siena  | 1      | -           | -           | -           | -           | 1           | -           | -           | -           | -           | -           |
| 11   | Partenope        | 1      | -           | -           | -           | -           | 1           | -           | -           | -           | -           | -           |
| 12   | Scaligera Verona | 1      | -           | -           | -           | -           | -           | 1           | -           | -           | -           | -           |
| 13   | Sebastiani Rieti | 1      | -           | -           | -           | -           | -           | 1           | -           | -           | -           | -           |
| 14   | Pall. Reggiana   | 1      | -           | -           | -           | -           | -           | -           | 1           | -           | -           | -           |

## Partecipazioni
Il numero di partecipazioni è da rapportarsi alle 67 annate complessive intercorse dall'inaugurazione della Coppa dei Campioni/Eurolega, la cui prima edizione si disputò nel 1958, fino ai tornei della stagione 2023-2024.
Cronologia: arco temporale dal 1958-1959 al 2023-2024. A parità di partecipazioni complessive, l'ordine è dato dal maggior numero di presenze nella competizione più importante.
| Pos. | Squadra               | Totale | Partecipazioni ULEB | Partecipazioni ULEB | Partecipazioni FIBA | Partecipazioni FIBA | Partecipazioni FIBA | Partecipazioni FIBA | Partecipazioni FIBA | Partecipazioni FIBA | Partecipazioni FIBA | Partecipazioni FIBA |
| Pos. | Squadra               | Totale | EUL                 | EUC                 | BCL                 | FEC                 | SAP                 | KOR                 | EUCH                | FECH                | SUE                 | INT                 |
| ---- | --------------------- | ------ | ------------------- | ------------------- | ------------------- | ------------------- | ------------------- | ------------------- | ------------------- | ------------------- | ------------------- | ------------------- |
| 1    | Olimpia Milano        | 57     | 34                  | 2                   | -                   | -                   | 8                   | 9                   | -                   | -                   | -                   | 4                   |
| 2    | Pall. Varese          | 49     | 15                  | 4                   | 2                   | 3                   | 4                   | 11                  | -                   | -                   | -                   | 10                  |
| 3    | Virtus Bologna        | 35     | 18                  | 4                   | 1                   | -                   | 7                   | 2                   | 2                   | -                   | -                   | 1                   |
| 4    | Pall. Cantù           | 34     | 8                   | 4                   | 1                   | 1                   | 6                   | 10                  | 1                   | -                   | -                   | 3                   |
| 5    | Pall. Treviso         | 22     | 14                  | 4                   | -                   | -                   | 2                   | 2                   | -                   | -                   | -                   | -                   |
| 6    | Virtus Roma           | 21     | 8                   | 3                   | -                   | -                   | -                   | 8                   | -                   | -                   | -                   | 2                   |
| 7    | Fortitudo Bologna     | 19     | 11                  | 2                   | 1                   | -                   | -                   | 5                   | -                   | -                   | -                   | -                   |
| 8    | V.L. Pesaro           | 19     | 7                   | -                   | -                   | -                   | 6                   | 5                   | 1                   | -                   | -                   | -                   |
| 9    | Mens Sana Siena       | 18     | 12                  | 2                   | -                   | -                   | 1                   | 3                   | -                   | -                   | -                   | -                   |
| 10   | Dinamo Sassari        | 15     | 2                   | 4                   | 7                   | 2                   | -                   | -                   | -                   | -                   | -                   | -                   |
| 11   | Reyer Venezia         | 14     | -                   | 6                   | 3                   | 1                   | -                   | 4                   | -                   | -                   | -                   | -                   |
| 12   | Juvecaserta           | 12     | 2                   | 1                   | -                   | -                   | 2                   | 7                   | -                   | -                   | -                   | -                   |
| 13   | Pall. Reggiana        | 11     | -                   | 4                   | 1                   | 2                   | -                   | 2                   | 1                   | 1                   | -                   | -                   |
| 14   | Aquila Trento         | 8      | -                   | 8                   | -                   | -                   | -                   | -                   | -                   | -                   | -                   | -                   |
| 15   | N.B. Brindisi         | 8      | -                   | 1                   | 4                   | 2                   | -                   | -                   | 1                   | -                   | -                   | -                   |
| 16   | Pall. Trieste         | 7      | -                   | 1                   | -                   | -                   | 2                   | 4                   | -                   | -                   | -                   | -                   |
| 17   | Sebastiani Rieti      | 7      | -                   | -                   | -                   | -                   | -                   | 7                   | -                   | -                   | -                   | -                   |
| 18   | Scaligera Verona      | 6      | 1                   | -                   | -                   | -                   | 2                   | 3                   | -                   | -                   | -                   | -                   |
| 19   | Scandone Avellino     | 5      | 1                   | -                   | 3                   | 1                   | -                   | -                   | -                   | -                   | -                   | -                   |
| 20   | Auxilium Torino       | 5      | -                   | 2                   | -                   | -                   | -                   | 3                   | -                   | -                   | -                   | -                   |
| 21   | Milano 1958           | 5      | -                   | -                   | -                   | -                   | 2                   | 3                   | -                   | -                   | -                   | -                   |
| 22   | Brescia               | 4      | -                   | 4                   | -                   | -                   | -                   | -                   | -                   | -                   | -                   | -                   |
| 23   | Partenope             | 4      | -                   | -                   | -                   | -                   | 4                   | -                   | -                   | -                   | -                   | -                   |
| 24   | Amici Pall. Udinese   | 3      | -                   | 2                   | -                   | -                   | 1                   | -                   | -                   | -                   | -                   | -                   |
| 25   | A. Costa Imola        | 3      | -                   | -                   | -                   | -                   | 1                   | 2                   | -                   | -                   | -                   | -                   |
| 26   | Viola R. Calabria     | 3      | -                   | -                   | -                   | -                   | -                   | 3                   | -                   | -                   | -                   | -                   |
| 27   | Basket Napoli         | 2      | 1                   | 1                   | -                   | -                   | -                   | -                   | -                   | -                   | -                   | -                   |
| 28   | Pall. Biella          | 2      | -                   | 1                   | -                   | -                   | -                   | -                   | 1                   | -                   | -                   | -                   |
| 29   | Pall. Roseto          | 2      | -                   | 1                   | -                   | -                   | -                   | 1                   | -                   | -                   | -                   | -                   |
| 30   | Libertas Livorno 1947 | 2      | -                   | -                   | -                   | -                   | -                   | 2                   | -                   | -                   | -                   | -                   |
| 31   | Amici Pall. Udinese   | 2      | -                   | -                   | -                   | -                   | -                   | 2                   | -                   | -                   | -                   | -                   |
| 32   | Rinascita B. Rimini   | 2      | -                   | -                   | -                   | -                   | -                   | 2                   | -                   | -                   | -                   | -                   |
| 33   | Stella Azzurra        | 2      | -                   | -                   | -                   | -                   | -                   | 2                   | -                   | -                   | -                   | -                   |
| 34   | Teramo Basket         | 1      | -                   | 1                   | -                   | -                   | -                   | -                   | -                   | -                   | -                   | -                   |
| 35   | Orlandina             | 1      | -                   | -                   | 1                   | -                   | -                   | -                   | -                   | -                   | -                   | -                   |
| 36   | Derthona Basket       | 1      | -                   | -                   | 1                   | -                   | -                   | -                   | -                   | -                   | -                   | -                   |
| 37   | Olimpia Pistoia       | 1      | -                   | -                   | -                   | -                   | -                   | 1                   | -                   | -                   | -                   | -                   |
| 38   | UG Goriziana          | 1      | -                   | -                   | -                   | -                   | -                   | 1                   | -                   | -                   | -                   | -                   |
| 39   | Pielle Livorno        | 1      | -                   | -                   | -                   | -                   | -                   | 1                   | -                   | -                   | -                   | -                   |
| 40   | S.C. Montecatini      | 1      | -                   | -                   | -                   | -                   |                     | 1                   | -                   | -                   | -                   | -                   |